# Sikota Győző
Sikota Győző (Zalaegerszeg, 1922. augusztus 30. – 2011) keramikus, művészeti író.

## Életpályája
1952-ben végzett az Eötvös Loránd Tudományegyetemen végzett, ugyanitt később doktorátust szerzett. 1954 és 1964 között az Építőanyagipari Technikum tanára, 1964-től 1982-ig a Finomkerámiaipari Művek művészeti vezetője volt. 1982 óta önálló porcelántervező és művészeti író.

## Munkássága
1988-ban a Hollóházi Porcelángyár alkotótáborának résztvevője.
A Szentháromság eozinból készült dekorációja a Gellérthegyi sziklatemplom után a lakiteleki Szent István-kápolnában és Ausztráliában, a Melbourne-i magyar ház templomában került elhelyezésre.
Szakírói munkássága a tradicionális magyar kerámiagyárak történetével kapcsolatos.

## Főbb művei
- Hollóházi kerámia; Műszaki Kiadó, Bp., 1961
- Herendi porcelán; Műszaki Kiadó, Bp., 1970
- Herend porcelánművészete; Műszaki, Bp., 1976
- Herendi porcelán; fotó Németh József, ford. Esterházy Mátyás; Műszaki, Bp., 1976
- Zsolnay (1976)
- Herendi porcelán; Műszaki, Bp., 1987
- Vasarely; Officina Nova, Bp., 1987
- Zsolnay; Műszaki, Bp., 1988

### Köztéri művei
- Díszváza (1981, Bécs, Magyar Nagykövetség)
- Díszváza (1983, Budapest, Gundel Étterem)
- A békásmegyeri római katolikus templom és a Gellért téri sziklatemplom belső liturgiai térkiképzése kerámiából (1991)

## Válogatott csoportos kiállítások
- Magyar Képzőművészek és Iparművészek Szövetsége Téli Tárlat, Műcsarnok, Budapest (1989)

## Díjai, elismerései
- Az Osztrák Köztársaság Érdemrendjének ezüst fokozata (1975)
- Országos Kerámia Biennálé II. díj, Hódmezővásárhely (1982)
- A Magyar Köztársasági Érdemrend kiskeresztje (1994)